# Општина Улмени (Калараш)
Улмени (рум. Ulmeni) општина је у Румунији у округу Калараш.
Oпштина се налази на надморској висини од 33 m.